# 臺灣總督府國語學校
臺灣總督府國語學校，是臺灣日治時期所設的綜合教育機構，後期轉型為以師範教育為主的師資培育機構。該校早年與總督府醫學校（今國立臺灣大學醫學院）並列為兩所台人最高學府，之後經過多次改制和變遷，演變為今日的臺北市立大學以及國立臺北教育大學兩所學校。

## 校史
經歷芝山巖事件後，1896年（明治29年）3月31日臺灣總督府頒布〈臺灣總督府直轄學校官制〉，開始著手設立國語學校與國語傳習所的相關事宜。同年5月21日臺灣總督府頒布〈國語學校及附屬學校的名稱位置〉，決定將國語學校設置在台北城內；另設三所附屬學校，提供學生實習之用，並做為區域內其他小學校的模範。其分別為位於原芝山巖學堂的第一附屬學校，整修艋舺學海書院設立之第二附屬學校，以及原訂設立於大稻埕、因找不到合適地點而改借用大龍峒保安宮作為校舍的第三附屬學校，皆為以本島人為對象之初等教育機構。
6月1日，臺灣總督府國語學校成立，當時臺灣總督府民政局事務官町田則文擔任首任校長，臨時事務所設於第一附屬學校。7月11日將事務所遷移到第二附屬學校所在的學海書院，展開籌備建校工作。9月25日臺灣總督府頒布《臺灣總督府國語學校規則》，招收學生分為師範部與語學部。12月於台北城南門街開始動工興建新校舍。
1897年（明治30年）1月4日，因學海書院老舊殘破，臨時校舍跟著第二附屬學校遷移至附近的艋舺清水祖師廟。6月29日，臺灣總督府以府令第27號發布增設第四附屬學校，以內地人學齡兒童為招生對象。:3249月11日國語學校本部新校舍完工，10月20日舉行落成典禮。學校位在台北城南門前，後方則是總督官邸與台北新公園，另一邊為總督府法院本院。
1898年（明治31年）7月28日《臺灣公學校令》發布後，臺灣總督府於8月16日以告示第53號公布附屬學校之改廢。第一附屬學校及第三附屬學校廢止改辦公學校，第二附屬學校改稱第一附屬學校，第四附屬學校改稱第二附屬學校，而第一附屬學校女子分教場則改制為第三附屬學校。:325
1902年（明治35年）3月30日，臺灣總督府以告示第34號及第35號公布附屬學校之改廢。第二附屬學校廢止改辦小學校，第三附屬學校改稱第二附屬學校。:328
國語學校分為師範部與語學部，語學部底下又分為土語（臺語）科與國語科，修業年限皆為三年。土語科專收15歲到25歲小學校畢業以上的日本人，國語科則提供附屬學校與國語傳習所畢業的台灣人。1898年土語科改制為土語專修科，1902年廢除。
師範部最初入學資格限制為18到30歲，中學四年級以上學歷之日本人，目的在培育台灣各地國語傳習所、師範學校等教育師資，修業年限兩年。1902年7月6日總督府修訂國語學校規則，將師範部分為甲乙兩科。甲科維持培育日籍教師，乙科則將被廢校的臺北、臺中兩所師範學校學生併入，專門培育臺籍公學校教師。同時也將原本第四附屬學校的中學部併入，國語學校因而有了自己的中學部，並於日後成為臺北州立臺北第一中學校。
不諭是師範部或是語學部 ，臺語語文的教學都在課桯中佔有相當的份量。最初師範部每週34節課，土語課佔了10節。加上每週2節的漢文課，實際上就是以臺語來朗誦中國古文，所以課程相當於每週有12節課是在研究臺語。
1918年國語學校改名為臺北師範學校，1920年3月臺北師範學校設預科及本科，並改稱為臺灣總督府臺北師範學校。預科由小學考入，修業4年，本科係由預科畢業後直升，修業2年。設「教員養成講習班」，修業六個月至一年不等，畢業後以代用教師任教。1927年，當局修正各級學校官制，將臺北師範學校分割為臺北第一師範學校及臺北第二師範學校；臺北第一師範學校（小學校師範部，後為臺北市立教育大學）校舍使用南門校舍，臺北第二師範學校（公學校師範部）校舍使用新建之芳蘭校舍。1940年，臺北第二師範學校設「女子講科」，並廢止高等女學校師範科，將師資培育業務完全導入師範教育系統。1943年，臺北第一及第二師範學校再度合併為臺灣總督府臺北師範學校，但仍保留兩校區；其中，南門校區專收預科及女子部，芳蘭校區專收本科生。
國民政府接收臺灣後，兩校區分別獨立，南門校區改為臺灣省立臺北女子師範學校，芳蘭校區改為臺灣省立臺北師範學校，日後兩校分別演變為臺北市立大學博愛校區及國立臺北教育大學。

## 歷任校長[4][5]
| 任職期間                     | 姓名       |
| ---------------------------- | ---------- |
| 1896－1900                   | 町田則文   |
| 1901－1906                   | 田中敬一   |
| 1906年9月18日－1907年5月21日 | 持地六三郎 |
| 1908－1910                   | 本庄太一郎 |
| 1911－1919                   | 隈本繁吉   |

## 校園生活
國語學校採取全部住宿制，並有舍監與學生共同起居。學生每日起床後，先進行十五分鐘的晨操，然後才進入食堂用早餐。食堂的黑板會寫上當天的修養課題（德目），由值日生就此題目作答，其他學生就此默想五至十分鐘，然後才開始早餐。上午八點到下午三點為課堂時間，下課後進行農業實習。傍晚洗完澡後會有短暫的休息，然後回到自習室讀書至九點就寢。宿舍早晚都要點名，晚自習結束時舍監會巡視各室，學生要行禮後才能入睡。

## 附屬學校
- 臺灣總督府國語學校第一附屬學校（1896年改制）：由1895年所創立的芝山岩學堂改制而成，1898年獨立並改制為「八芝蘭公學校」，即今日的士林國小。
- 臺灣總督府國語學校第一附屬學校女子分教場（1897年創設）：1898年改稱為「臺灣總督府國語學校第三附屬學校」，1902年改稱為「臺灣總督府國語學校第二附屬學校」，1910年改稱為「臺灣總督府國語學校附屬女學校」，1919年獨立為「臺灣公立臺北女子高等普通學校」，即今日的中山女中。
- 臺灣總督府國語學校第二附屬學校（1896年創設）：1898年改稱為「臺灣總督府國語學校第一附屬學校」，1910年改稱為「臺灣總督府國語學校附屬公學校」，1919年獨立為「艋舺公學校」，即今日的老松國小。
- 臺灣總督府國語學校第三附屬學校（1896年創設）：1898年獨立並改制為「大龍峒公學校」，即今日的大龍國小。
- 臺灣總督府國語學校第四附屬學校（1897年創設）：1898年改稱為「臺灣總督府國語學校第二附屬學校」，1902年獨立並改制為「臺北第二小學校」，即今日的東門國小。
- 臺灣總督府國語學校第四附屬學校增設尋常中等科（1898年創設）：同年改稱為「臺灣總督府國語學校第二附屬學校中學科」，1902年改稱為「臺灣總督府國語學校中學部」，1907年獨立為「臺灣總督府中學校」，即今日的建國中學。
- 臺灣總督府國語學校第三附屬學校（1904年創設）：1905年改稱為「臺灣總督府國語學校第三附屬高等女學校」，1907年改制為「臺灣總督府中學校附設高等女學校」，1909年獨立為「臺灣總督府高等女學校」，即今日的北一女中。
- 臺灣總督府國語學校代用附屬小學校（1913年代用）：由1905年創立的「臺北第三尋常高等小學校」代用，1913年廢止代用，該校即今日的南門國小。
- 臺灣總督府國語學校附屬小學校（1913年創設）：1927年改稱為「臺灣總督府第一師範學校附屬小學校」，即今日的北市大附小。

## 知名校友
- 三屋靜
- 張李德和
- 魏清德
- 李崇禮
- 高文瑞：1916年畢業。
- 林濟川
- 許丙
- 吳鴻麒，前國民黨主席吳伯雄的伯父。曾任臺北地方法院民事庭與臺灣高等法院之推事，於二二八事件中遇害。
- 吳濁流
- 陳澄波，畫家。於二二八事件中遭到處決。
- 蔡培火
- 黃運金
- 陳瑞
- 許金德：1929年畢業。

## 外部連結
- 校門照片